# Ernesto Baffa
Ernesto Baffa (barrio de Floresta,  20 de agosto de 1932-Buenos Aires, 11 de abril de 2016) fue un bandoneonista, director de orquesta y compositor argentino, considerado una importante figura vinculado a la música de tango. En 1985 recibió el Diploma al Mérito de los Premios Konex en la disciplina Conjunto de Tango / Tango de Vanguardia, junto a su compañero Osvaldo Berlingieri por su dúo Baffa - Berlingieri, tras una trayectoria que comenzó en 1967 creando clásicos del tango como Ritual, Chumbicha, Boulevard y BB. Ernesto Baffa fue declarado Ciudadano Ilustre de Buenos Aires por el Concejo Deliberante porteño en el Año 1992.

## Biografía
Era hijo de un albañil que había emigrado desde Cosenza, Italia. Desde niño estudió música y tuvo profesores como Francisco Sesta y Marcos Madrigal. Debutó en la orquesta de Héctor Stamponi en 1948 y en 1953 ingresó en la de Horacio Salgán sustituyendo como primer bandoneón a Leopoldo Federico
Su excelente sonido y su dominio del instrumento quedaron expresados cabalmente en muchos de los solos que realizó con dicha agrupación: “Responso”, “Entre tango y tango” y la milonga “Homenaje”. En 1959, pasó a la orquesta de Aníbal Troilo, en la que permaneció casi 15 años.

## Agrupaciones

Cuarteto BAFFA-DE LIO en El Viejo Almacén con Ado Falasca en piano y Sergio Paolo en bajo eléctrico

Cuarteto BAFFA-DE LIO en El Viejo Almacén acompañando al cantor de tangos Gabriel Reynal con Ado Falasca en piano y Sergio Paolo en bajo eléctrico

Ernesto Baffa Trío con Rubén Castro en guitarra y Sergio Paolo en bajo eléctrico

Ernesto Baffa integró agrupaciones como la famosa orquesta BAFFA-BERLINGIERI. Junto al genial guitarrista Ubaldo De Lio formó el cuarteto BAFFA-DE LIO, con el cual realizó innumerables presentaciones, tocando varios años en el conocido local de tango ¨El viejo Almacén¨. En sus comienzos, el cuarteto fue integrado por Rubén Nazer en piano y Gabriel De Lio en bajo eléctrico. Luego, la formación quedaría compuesta por Ernesto Baffa en bandoneón, Ubaldo De Lio en guitarra, Ado Falasca en piano y Sergio Paolo en bajo eléctrico.
En muchas ocasiones, Ernesto Baffa se presentó con su trío, cuya conformación fue cambiando a través del tiempo, variando de bandoneón, piano y bajo eléctrico a bandoneón, guitarra y bajo eléctrico. Los tríos más conocidos fueron integrados por Oscar De Elia en el piano, Juan José ¨Pichi¨ Sandri y Rubén Castro en guitarra, con el acompañamiento en el bajo eléctrico del músico Sergio Paolo, con quien trabajó por más de 13 años.

## Giras
Ernesto Baffa realizó innumerables giras en Argentina, Japón, España, Francia, Uruguay, Bolivia y otros países. 
En el Año 1990 realizó una Gira por España acompañado por su Bajista, el Músico  Sergio Paolo , Actuaron en varias ciudades de ese país , en la foto se lo puede ver en un Show , realizado en la ciudad de Vigo.

Ernesto Baffa en Vigo España con El Músico Sergio Paolo en bajo eléctrico

En el Año 1992 fue convocado para la actuación en diversos recitales del Festival de Les Allumés en Nantes, Francia junto a su trío que conformaban en ese momento Oscar De Elia en piano y Sergio Paolo en bajo eléctrico , en la foto se lo puede ver en el saludo final de la actuacíon del Trío en el Theatre Graslin en la ciudad de Nantes.

Ernesto Baffa Trío en el Festival de Les Allumés, Theatre Graslin Nantes
Francia. Con Oscar De Elia en piano y Sergio Paolo en bajo eléctrico

## Fallecimiento
Ernesto Baffa murió el lunes 11 de abril de 2016; en sus últimos años se encontraba muy débil y su cuadro se había agravado luego de una caída que le produjo la fractura de su cadera. Permaneció internado durante dos meses y medio en una clínica porteña.

## Discografía
- 1966: "For Export! - Junto a Osvaldo Berlingieri - RCA VICTOR
- 1967: "Baffa-Berlingieri y su Orquesta Típica con Carlos Paiva" - Junto a Carlos Paiva y Osvaldo Berlingieri - RCA CAMDEN
- 1967: "3 Para el Tango" - Junto a Roberto Goyeneche y Osvaldo Berlingieri - RCA VICTOR
- 1968: "Melodía de arrabal" - Junto a Roberto Goyeneche y Osvaldo Berlingieri - RCA CAMDEN
- 1968: "Goyeneche" - Junto a Roberto Goyeneche y Osvaldo Berlingieri - RCA CAMDEN
- 1969: "Ciudad Dormida" - Junto a Osvaldo Berlingieri - RCA VICTOR
- ????: "Las Grandes Creaciones" - Junto a Osvaldo Berlingieri - RCA VICTOR
- ????: "Roberto Rufino / Baffa-Berlingieri" - Junto a Roberto Rufino y Osvaldo Berlingieri - RCA CAMDEN
- 1971: "Para la muchachada" - RCA VICTOR
- 1972: "A paso firme" - POLYDOR
- 1975: "Mato y voy" - POLYDOR
- 1976: "A Don Julio De Caro" - Junto a Tito Reyes - PHONOGRAM
- 1976: "Orgullo tradicional" - POLYDOR
- 1978: "En Estereo" - Junto a Osvaldo Berlingieri - RCA VICTOR
- 1978: "Señero" - MICROFON ARGENTINA S.A.
- 1979: "Color de tango" - MICROFON ARGENTINA S.A.
- 1980: "Tango sin edad" - MICROFON ARGENTINA S.A.
- 1981: "Baffa - Berlingieri y su Orquesta Típica" - Junto a Osvaldo Berlingieri - RCA VICTOR
- 1982: "Con La Precisa" - POLYGRAM DISCOS S.A.
- 1984: "Cuarteto 2 x 4" - Junto a Ubaldo De Lio - CBS
- 1984: "Buenos Aires hoy" - POLYDOR
- 1985: "Te quiero bandoneón" - POLYGRAM DISCOS S.A.
- ????: "Bien acompañado"
- ????: "Bandoneón para siempre" - POLYDOR
- ????: "A nivel porteño" - POLYDOR
- 1991: "Con todo mi corazón" - DISCOS ALMALI S.R.L.
- 1992: "Al Amigo Daniel Scioli" - DISCOS ALMALI S.R.L.
- 1996: "Ernesto Baffa" - DISCOS MELOPEA
- 1996: "Ernesto Baffa y su gran orquesta" - MUSICA & MARKETING S.A.
- 1996: "Calavereando" - MUSICA & MARKETING S.A.
- 1997: "Maestros del Tango" - Junto a Osvaldo Berlingieri - BMG ARIOLA ARGENTINA S.A.
- 2003: "Dos al corazón" - Junto a Ubaldo De Lio - DISTRIBUIDORA BELGRANO NORTE
- 2006: "Baffa de Buenos Aires" - PHANTOM
- 2008: "Todo corazón"  - DISTRIBUIDORA BELGRANO NORTE
- 2009: "Buen Amigo" - DISTRIBUIDORA BELGRANO NORTE
- 2011: "Cadeneando las palabras" - Junto a Tito Reyes - DISTRIBUIDORA BELGRANO NORTE
- 2012: "Pa´Que Aprenda El Caprichoso!..." - DISCOS MELOPEA